# Teresa Di Marzo

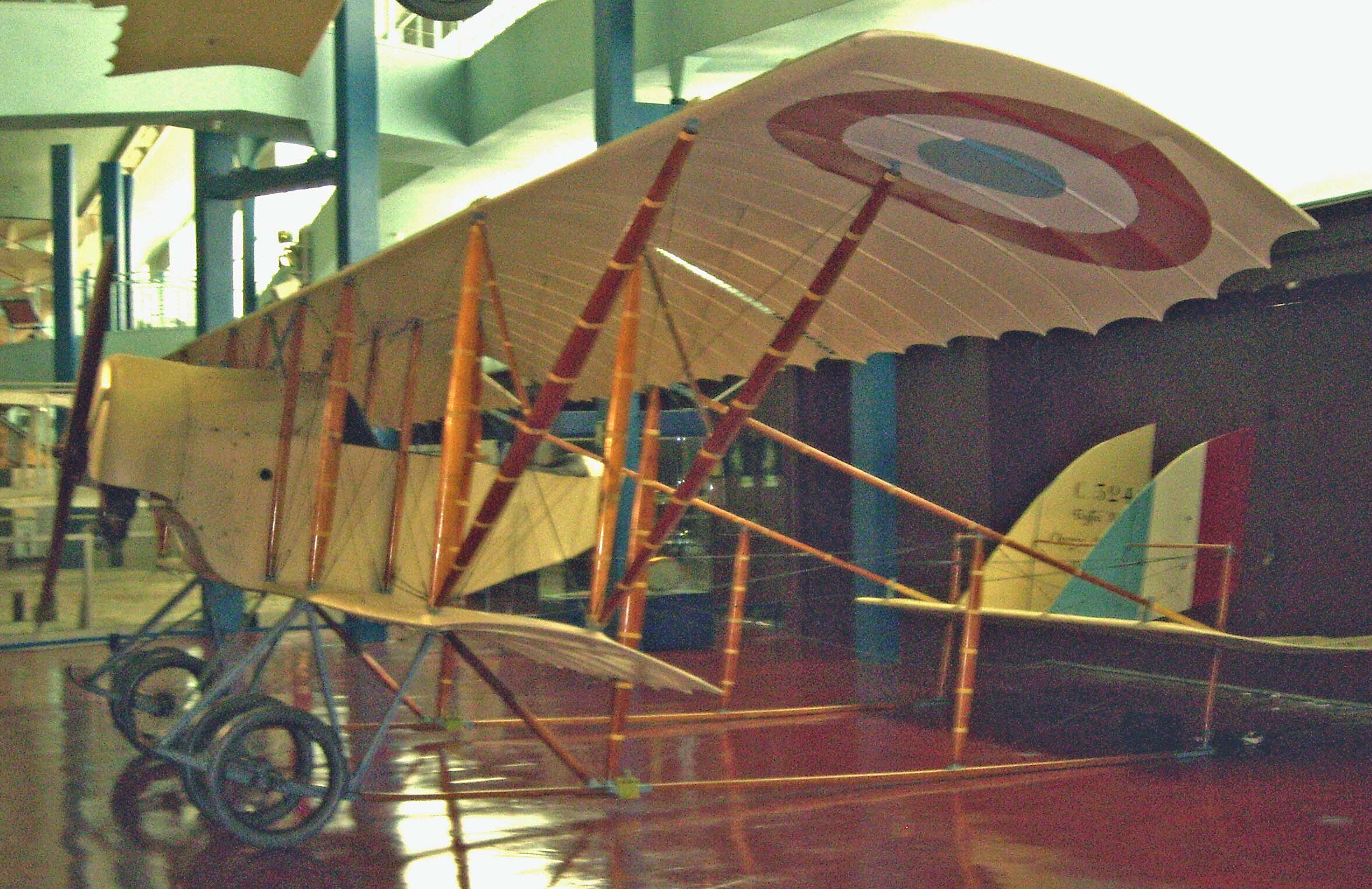
Un avión Caudrón G.3 como el que poseía Teresa di Marzo.

Teresa Di Marzo (São Paulo, 4 de agosto de 1903-São Paulo, 9 de febrero de 1986) fue una pionera de la aviación brasileña.
Comparte con Anésia Pinheiro Machado y Ada Rogato el honor de haber sido una de los primeras brasileñas en volar un avión.
Sus padres, Alfonso di Marzo y María Riparullo, eran ambos inmigrantes italianos provenientes de Nápoles. Su familia estaba compuesta por seis hermanos más. A los diecisiete años de edad, Teresa decidió convertirse en piloto de aviación. Cuando reveló su deseo enfrentó una fuerte oposición de su familia, especialmente de su padre, comerciante, que quería ver a su hija casada.

## Aprendizaje de vuelo
Obstinada, Di Marzo fue a pie hasta el aeródromo Brasil ―situado en Jardim Paulista― para comenzar sus lecciones de vuelo. En esta escuela de vuelo daban clases los hermanos italianos pilotos Giovanni y Enrico Robba, veteranos de la Primera Guerra Mundial, quienes la aceptaron como estudiante.
En marzo de 1921 comenzó el curso de pilotaje a un costo de 600 000 reales a cambio de diez horas de vuelo. No tuvo ninguna ayuda financiera de sus padres, por lo que se vio obligada a rifar su victrola (tocadiscos) para pagar las clases.
Como sus dos instructores viajaban frecuentemente y generalmente estaban ausentes, comenzó a tomar lecciones del piloto alemán Fritz Roesler, también veterano de la Primera Guerra Mundial. Teresa hizo su primer vuelo en solitario el 17 di Marzo de 1922. Posteriormente hizo cuatro vuelos más en solitario.
El 8 de abril de 1922 tomó el examen para obtener su brevet (permiso de vuelo). Voló en un Caudrón G.3, de fabricación francesa. Realizó perfectamente todas las maniobras requeridas, y aterrizó en una pista corta y estrecha. Su experiencia impresionó a sus examinadores, que eran Luís Ferreira Guimarães (director del Aero Club de Brasil), su instructor Fritz Roesler, Giovanni (João) Robba y los aviadores Manuel Lacerda-Franco y Amadeu Saraiva. Fue aprobada y obtuvo el brevet n.º 76 del Aeroclube do Brasil, que estaba afiliado a la Fédération Aéronautique Internationale. Fue la primera mujer brasileña en recibir el diploma de piloto-aviador internacional. Recibió muchos homenajes y fue el centro de atención de la prensa.

## Corta pero agitada carrera

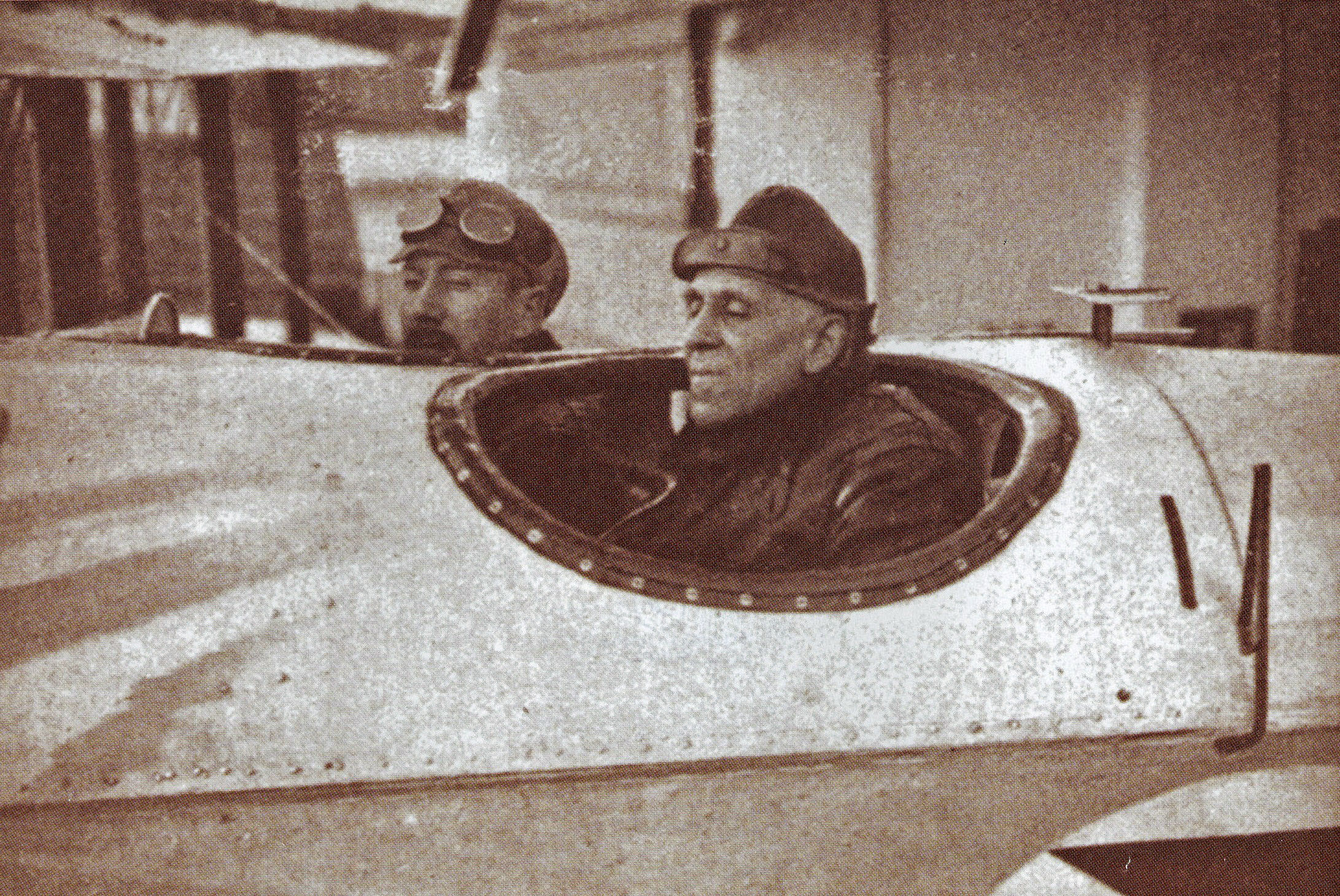
Los aviadores portugueses Sacadura Cabral (1881-1928) y Gago Coutinho (1869-1959).

En 1922, pocos días después de recibir su carné, hizo su primer vuelo largo al puerto de Santos (a 50 km de San Pablo), donde sobrevoló la estatua de Bartolomeu de Gusmão. El sábado 17 de junio de 1922 integró la escuadra que dio la bienvenida a Sacadura Cabral y Gago Coutinho, los aviadores portugueses que llevaron a cabo la primera travesía aérea del Atlántico sur (habían partido de 30 de marzo de 1922).
Durante la Revolución de 1924 le confiscaron el avión con el que daba clases. Cuando lo recuperó, tampoco conseguía el combustible necesario, y mantener el avión tenía ahora un costo mucho más alto.
Teresa Di Marzo creó las «Tardes de Aviación», en las que efectuaba vuelos con pasajeros. Una tarde, ella y el piloto Átila despegaron del Aeroclub de Ypiranga. Quien comandaba el vuelo era Teresa  Di Marzo.
Volarían a baja altura sobre el Estadio Palestra Italia, y su compañero de trabajo debía tirar flores a los jugadores. Al poner la mano en el interior del avión, Átila inadvertidamente tocó el selector de combustible, cerrando la alimentación al motor. El motor se detuvo. Teresa Di Marzo inmediatamente eligió un campo seguro para aterrizar. En el último instante probó una última vez más el selector de gasolina. A pocos metros del suelo, el motor volvió a arrancar y el vuelo continuó sin contratiempos.
La aviadora continuó haciendo sus vuelos durante 4 años. Poseyó un avión Caudrón G3, que había comprado asesorada por sus amigos, a un precio de 8 «contos de réis» (8 millones de reales). Lo bautizó con el nombre de St. Paul. Más tarde adquirió un avión Oriol. Voló alrededor de 350 horas registradas oficialmente, y muchas más que no se computaron porque Roesler la convenció de que no era necesario.
En 1923 se enfrentó a una nueva aventura: la construcción de un hangar en Ipiranga (un distrito de San Pablo). Para obtener el dinero necesario pedía donaciones en la plaza pública de Santos. Fritz Roesler la ayudó en la compra de materiales.
Con la ayuda de su hermano Antonio di Marzo construyeron el hangar.
Finalmente logró inaugurar el hangar Tereza di Marzo, que era la sede de la Escuela de Aviación Ypiranga. Fritz Roesler le compró al piloto Edu Chaves muchas piezas y aviones para la escuela.
Los recursos provenían de las idas diarias de Teresa hasta la ciudad de Santos, donde ―por sugerencia del prefecto de Santos― recorría las tiendas y negocios para obtener donativos.

## Matrimonio y jubilación anticipada
En esa época, su instructor Fritz Roesler se enamoró de ella. Teresa Di Marzo aceptó su propuesta de matrimonio. Se casaron el 25 de septiembre de 1926. Este matrimonio causó gran repercusión y muchas personalidades asistieron a la misma.
Después de la boda, a pesar de acompañaba a su marido en sus vuelos, este no le permitió pilotear nunca más.
Inmediatamente Roesler clausuró las actividades de la Escuela de Aviación Ypiranga y del Club de Planeadores también creado por Teresa. Ese mismo año vendieron el hangar Teresa Di Marzo, y se mudaron al Campo de Marte. El nuevo hangar en Marte recibió el nombre de Maneco, en homenaje a Manuel de Lacerda Franco, que era amigo de Roesler.

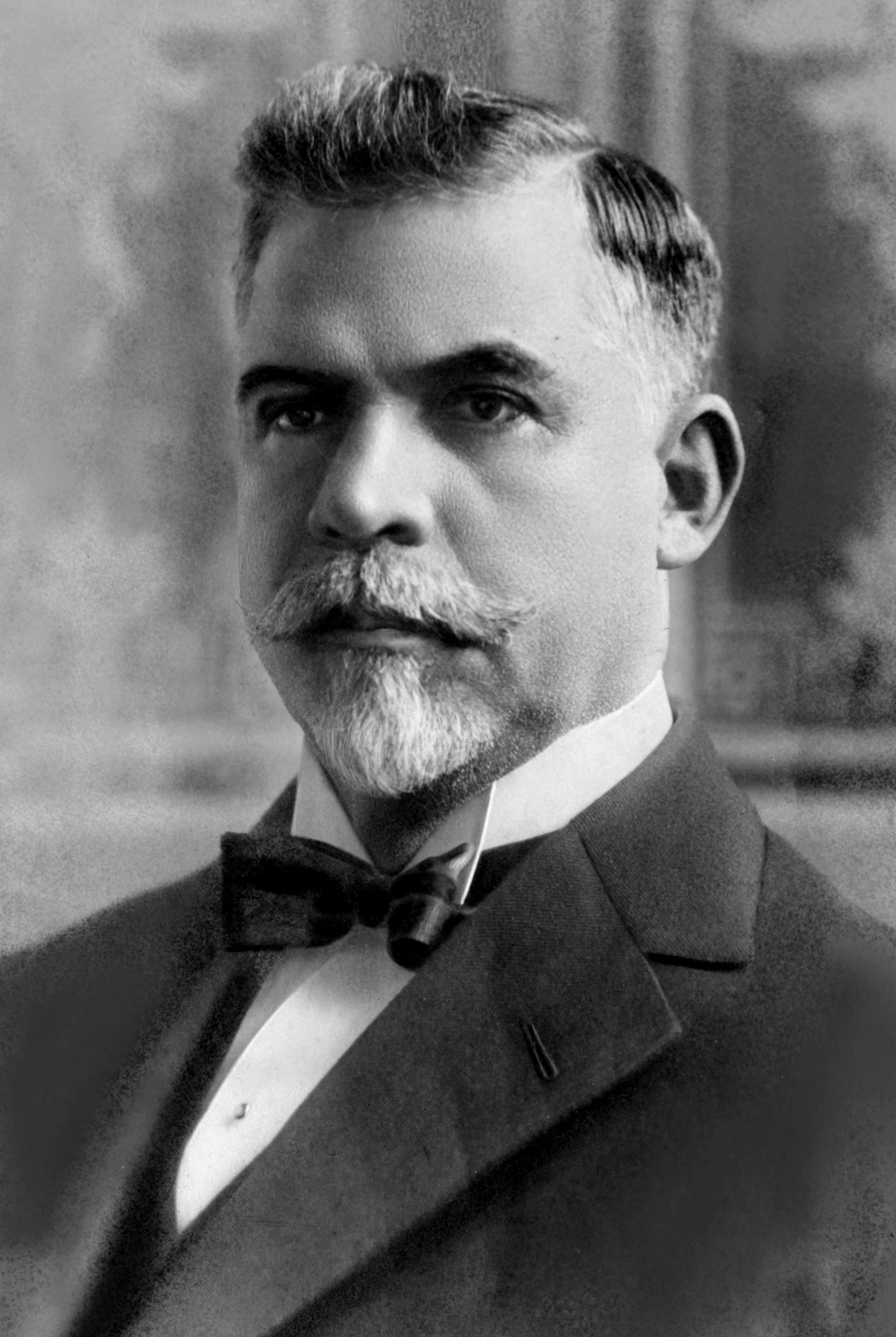
El presidente de Brasil Washington Luís, que le negó ayuda financiera a la aviadora.

Como en esa época era cada vez más difícil mantener un avión, Teresa Di Marzo le pidió a Washington Luís Pereira de Sousa (1869-1957) ―que fue presidente de la República entre 1926 y 1930― un subsidio para pagar la gasolina. El presidente le respondió: «¡Yo no quiero contribuir a su suicidio!». Los gastos eran muchos, y la aviadora no podía mantenerlos. Poco después tuvo que cerrar tanto el hangar como la escuela de aviación.
El matrimonio duraría 45 años.

## Premios
- 1961: Pionera de la Aeronáutica, de la Fundación Santos Dumont (de São Paulo).
- 1976: Mérito Aeronáutico, del Ministerio de Aeronáutica (de São Paulo).
- 1980: Medalla de Oro Santos Dumont (Minas Gerais).

## Últimos días
Unos dos años antes de fallecer, Teresa Di Marzo reveló que sentía una gran pena por haberse dejado borrar de la historia de la aviación brasileña.
Teresa Di Marzo murió en São Paulo el 9 de febrero de 1986, y fue enterrada junto a su marido Fritz Roesler ―que había fallecido el 2 de julio de 1971― en el cementerio de Araçariguama.